# Shirley M. Tilghman
Shirley Tilghman, née à Toronto le 17 septembre 1946, est une biologiste canadienne spécialisée en biologie moléculaire, qui a participé au tout premier clonage d'un gène de mammifère. Elle a révolutionné la génétique en montrant que l'expression d'un gène dépend de l'origine parentale du chromosome. Elle est aussi la première femme à avoir accédé à la présidence de l'illustre Université de Princeton.

## Biographie

### Etudes
Shirley Tilghman a reçu un diplôme universitaire de premier cycle en chimie et en biochimie à l'Université Queens de Kingston en 1968. Après deux années passées comme institutrice en Sierra Leone, elle est retournée aux études, obtenant en 1975 un doctorat en biochimie de l'Université Temple de Philadelphie, avec une thèse portant sur le contrôle hormonal du métabolisme du glucose dans foie. Elle devient professeure à l'Université de Princeton en 1986.

### Apport scientifique
Spécialiste de la génétique, elle a concentré une grande partie de ses travaux au rôle joué par les gènes dans le développement des embryons chez les mammifères. C'est lors d'études post-doctorales au sein de l'organisation gouvernementale américaine National Institutes of Health, au début de sa carrière, que Tilghman a participé au premier clonage d'un gène de mammifère. Elle a contribué à plusieurs découvertes portant sur le comportement des gènes au cours de cette période.
Après ses débuts en enseignement à Princeton, Shirley Tilghman a aussi entamé, en 1988, des activités de recherche au Howard Hughes Medical Institute. Elle s'est à nouveau distinguée dans des projets de recherche ayant pour but de déterminer le comportement de différents gènes de mammifères. Au cours de cette même période, elle a en outre enseigné aux étudiants de la Robert Wood Johnson Medical School (située, tout comme Princeton, dans le New Jersey). Son travail a alors pris une dimension plus vaste, s'étendant à l'analyse de gènes dont le modèle d'expression est déterminé selon qu'ils sont transmis par la mère ou par le père. Elle a mis au point une grille expliquant ces phénomènes. À la fin des années 80, elle a participé aux travaux du comité du National Research Council (É.-U.), qui a élaboré le plan directeur de la participation américaine dans le Projet génome humain.
En dehors du monde universitaire, elle siège entre autres au conseil du Carnegie Endowment for International Peace. Son arrivée au sein du conseil d'administration du géant de l'internet Google, en octobre 2005, a été fort remarquée. Eric Schmidt, président-directeur général de Google, a rappelé à cette occasion que Google était le fruit d'un projet universitaire et a estimé que la nomination de Shirley Tilghman – chercheuse et universitaire accomplie, «championne de la découverte» – cadrait tout à fait avec les aspirations de la jeune compagnie. Peu de gens savent en outre qu'elle figure parmi les cofondateurs de la compagnie canadienne Research in Motion (RIM), qui a développé les populaires outils de communication portables Blackberry.
Succédant au Canadien Harold Shapiro, Shirley Tilghman est devenue la 19e personne à occuper le poste de président de l'Université Princeton en juin 2001. Au cours de son mandat, elle a mis en place des mesures permettant aux jeunes femmes d'accéder plus facilement aux sciences, au génie et aux mathématiques. Shirley Tilghman souligne volontiers que de nombreuses études ont démontré que des facteurs culturels persistants ont pour effet de décourager, encore aujourd'hui, l'entrée des femmes dans les différents champs scientifiques.
En conformité avec ses convictions féministes, Shirley Tilghman a aussi nommé plusieurs femmes au sein de la haute administration de l'université. Elle a toujours soutenu avec ferveur qu'il est possible pour une femme de mener une carrière de haut niveau et d'élever une famille; mère de deux enfants, elle s'est appliquée à en faire la démonstration.
Sous sa présidence, l'Université Princeton a également éliminé ses programmes de prêts étudiants, remplaçant ces derniers par des programmes de bourses et d'autres formes d'aides sans endettement. Depuis son entrée en fonction, la population étudiante de premier cycle a augmenté de façon notable et le fonds de dotation de l'université a connu une forte croissance.

## Distinctions

### Prix
- 2000 : Women in Cell Biology Senior Award de l'American Society for Cell Biology (en)[2]
- 2002 : Prix L'Oréal-Unesco pour les femmes et la science, remis par L'Oréal et l'UNESCO[3].
- 2004 : Médaille de la société américaine de génétique (en)[4]

### Sociétés savantes
- Membre de la Société américaine de philosophie
- Membre de la Académie nationale de médecine des États-Unis
- 1990 : Membre de l'Académie américaine des arts et des sciences[5]
- 1995 : Membre de la Royal Society
- 1996 : Associé étranger de l'Académie nationale des sciences[6]

### Honneurs
- 2004 : Doctorat honoris causa de l'Université Harvard[7].
- 2014 :  Officier de l'ordre du Canada, le 30 juin 2014[8]